# La historia del arte (libro)

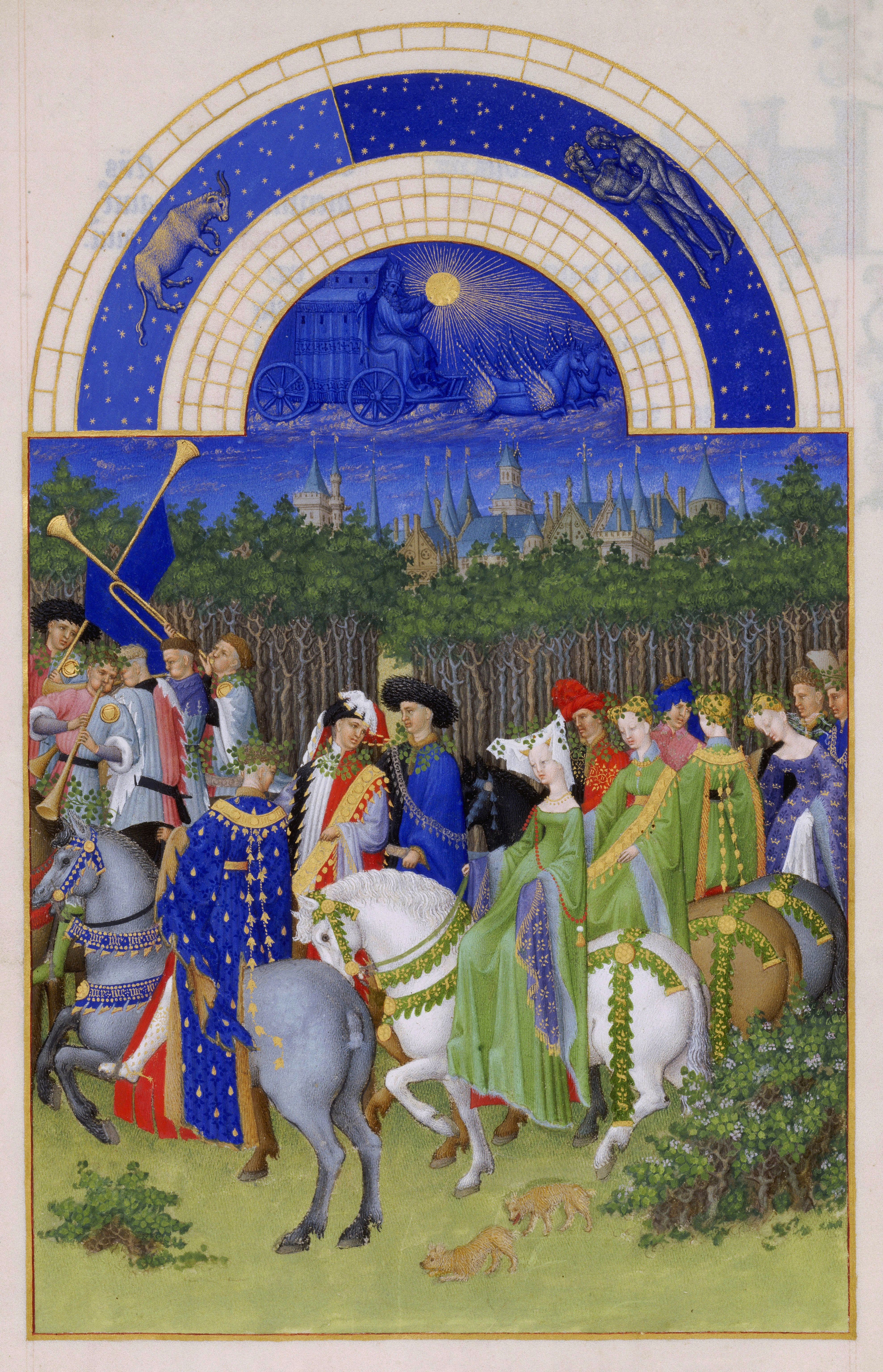
Mayo, página de Las muy ricas horas del Duque de Berry, de los Hermanos Limbourg, h. 1410. Ilustración de portada de la 16.ª edición en español de La Historia del Arte.

La historia del arte (The Story of Art, en versión original), de E. H. Gombrich, es una obra de iniciación a la historia del arte, que abarca desde la prehistoria a la época contemporánea, el siglo XX. Como apuntan algunos críticos, «quitando a Gombrich, nadie o casi nadie lo ha hecho, por lo que no extraña la difusión y el prestigio de la obra».
Publicado inicialmente en 1950 por Phaidon en Londres, el libro es ampliamente considerado un trabajo seminal de crítica, que abarca desde la prehistoria hasta la época contemporánea, se ha convertido en un referente para el estudio de las artes visuales. 
Originalmente concebido para lectores jóvenes, por su estilo llano y libre de jerga, ha devenido en una obra de gran popularidad, de la cual se han vendido millones de copias en varias ediciones en numerosos idiomas (34 idiomas), convirtiéndose en uno de los libros de arte más vendido de todos los tiempos, así como en uno de los más influyente entre el público no especializado.
La obra presenta la historia del arte de manera accesible y narrativa, comunicando la evolución artística a lo largo de los siglos. 
La primera traducción al español se realizó en 1951 por Rafael Santos Torroella.

## Resumen

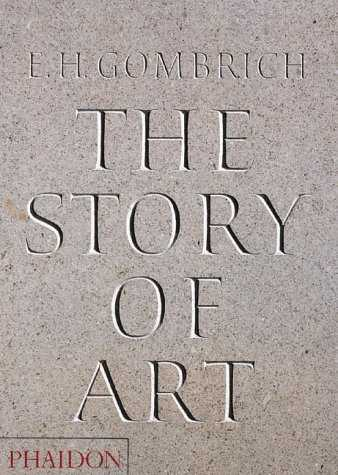
Portada del libro

El libro está dividido en una introducción, 27 capítulos, cada sobre un periodo de tiempo definido de la historia de arte dentro de uno o varios contextos geográficos y culturales, y un capítulo de conclusiones que resume los desarrollos más tardíos en artes visuales. 
Las primeras dos frases del libro se han hecho famosas: ″No existe, realmente, el Arte. Tan sólo hay artistas.″ Gombrich más tarde se extendió sobre esta sentencia diciendo que define "arte" basado en su raíz latina, queriendo decir "habilidad", y que no existe "habilidad incorpórea."
El primer capítulo comienza examinando el arte prehistórico y el de las culturas nativas. Los siguientes cuatro capítulos están dedicados a las culturas antiguas más relevantes, especialmente Grecia y Roma. 
A partir del capítulo 8, Gombrich comienza a centrar su atención en el arte de Europa Central, regresando a una vista más global en el capítulo 24, que aborda el arte de fines del siglo XVIII y principios del XIX en Inglaterra, Francia y Estados Unidos. 
Una característica destacada de La historia de arte es la cantidad de ilustraciones que contiene, más de 400, con un alto porcentaje de sus páginas dedicados a mostrar fotografías a color de pinturas, dibujos, obras de arquitectura y esculturas. En el prefacio, Gombrich explica su intención de no mencionar ninguna obra de arte de la que no pudiera también incluir una ilustración. Como contrapartida, obras relevantes de autores importantes han sido excluidas del análisis. Aun reconociendo esta limitación, el autor ha considerado que esta decisión le proporcionó mayor unidad y coherencia a su narrativa.

## Crítica
Son varias las críticas que se le han hecho a La historia del arte de Gombrich. Se considera que es un libro que trata más sobre los artistas individuales, que sobre los movimientos artísticos y las influencias plasmadas en las obras de arte. Su afirmación inicial, coinciden algunos críticos, lo expone claramente. Alguno apunta a que sigue la escuela de su mentor, Julius von Schlosser, así como que se reconoce deudor filosófico de su amigo Karl Popper. Para otros se trata de una colección más bien de biografías de artistas que de explicaciones evolutivas artísticas
Sobre este aspecto también hay quienes apuntan a la desigual consideración de los artistas referenciados, la consideración de 'genios' a algunos en detrimento de otros, incluso el tratamiento de artistas más desconocidos cual si fueran de primera línea. Cuantitativamente el análisis crítico se reflejaría en una tabla como la que sigue:
| Artista                                          | Obras tratadas |
| ------------------------------------------------ | -------------- |
| Durero, Picasso, Rembrandt                       | 6              |
| Rafael, Rembrandt, Rubens                        | 5              |
| Leonardo, Velázquez, Holbein                     | 4              |
| Miguel Ángel, Tiziano, Corregio Caravaggio, Goya | 3              |
| Giotto, El Greco                                 | 2              |

A pesar de las más de 400 ilustraciones, en un análisis cuantitativo, la concentración de cuadros y edificios en pocos países europeos, lleva a algunos a considerar que no sería adecuado hablar de que La historia del arte es una obra antológica propiamente dicha.
| País           | N.º de cuadros y edificios | Comentario                                                                          |
| -------------- | -------------------------- | ----------------------------------------------------------------------------------- |
| Reino Unido    | 71                         |                                                                                     |
| Italia         | 65                         |                                                                                     |
| Francia        | 50                         |                                                                                     |
| Alemania       | 28                         |                                                                                     |
| Estados Unidos | 26                         |                                                                                     |
| Austria        | 17                         |                                                                                     |
| Bélgica        | 8                          |                                                                                     |
| España         | 6                          | Ya sólo el Prado de Madrid es una de las mejores pinacotecas del mundo.             |
| Holanda        | 6                          |                                                                                     |
| Suiza          | 6                          |                                                                                     |
| Rusia          | 2                          | Ya sólo el Ermitage de San Petersburgo es una de las mejores pinacotecas del mundo. |

Una última consideración sobre el alcance geográfico de esta obra, es que salvo menciones concretas al arte estadounidense, deja de lado el arte de España, Portugal y toda América, tanto en fase precolombina como colonial (catedrales renacentistas y el barroco iberoamericano).
En 2019 María Gimeno desarrolló la conferencia - performance "Queridas viejas" en el Museo del Prado, fruto de una investigación sobre la carencia de artistas mujeres en el académico manual de Historia del Arte de Gombrich. En ella realizó un recorrido ordenado cronológico y geográfico por los diferentes capítulos del libro, insertando, con similar maquetación a las páginas originales,  a las mujeres artistas obviadas en la historia del arte, lugar del que han sido excluidas sistemáticamente por este autor cuyo manual es referencia en el siglo XX. La acción consiste en abrir su espacio a las mujeres creadoras, mediante cortes a cuchillo en su interior incluyendo las páginas que faltan, colocándolas en el lugar exacto que les corresponde en “La Historia del Arte” junto a sus contemporáneos. En su didáctico y completo desarrollo, ha insertado páginas nuevas, en las que referencia a las artistas, incluyendo datos referentes a su vida y trabajo, apoyándose en imágenes de su obra. En esta versión incluyó a 85 mujeres artistas omitidas en la historia del arte.